# Stefan Glarner
Stefan Glarner (sinh ngày 21 tháng 11 năm 1987 ở Meiringen) là một cầu thủ bóng đá người Thụy Sĩ, hiện tại thi đấu cho FC Thun tại Giải bóng đá vô địch quốc gia Thụy Sĩ.

## Thống kê sự nghiệp
Tính đến trận đấu diễn ra ngày vào ngày 18 tháng 2 năm 2018
| Câu lạc bộ          | Mùa giải            | Giải vô địch                          | Giải vô địch | Giải vô địch | Cúp     | Cúp       | Cúp Liên đoàn | Cúp Liên đoàn | Khác    | Khác      | Tổng cộng | Tổng cộng |
| Câu lạc bộ          | Mùa giải            | Hạng đấu                              | Số trận      | Bàn thắng    | Số trận | Bàn thắng | Số trận       | Bàn thắng     | Số trận | Bàn thắng | Số trận   | Bàn thắng |
| ------------------- | ------------------- | ------------------------------------- | ------------ | ------------ | ------- | --------- | ------------- | ------------- | ------- | --------- | --------- | --------- |
| Thun                | 2008–09             | Swiss Challenge League                | ?            | 3            | 0       | 0         | —             | —             | —       | —         | ?         | 3         |
| Thun                | 2009–10             | Swiss Challenge League                | 25           | 1            | 2       | 0         | —             | —             | —       | —         | 27        | 1         |
| Thun                | 2010–11             | Giải bóng đá vô địch quốc gia Thụy Sĩ | 29           | 3            | 1       | 0         | —             | —             | —       | —         | 30        | 3         |
| Thun                | Tổng cộng           | Tổng cộng                             | 54           | 7            | 3       | 0         | 0             | 0             | 0       | 0         | 57        | 7         |
| Sion                | 2011–12             | Giải bóng đá vô địch quốc gia Thụy Sĩ | 0            | 0            | 0       | 0         | —             | —             | —       | —         | 0         | 0         |
| Zürich              | 2011–12             | Giải bóng đá vô địch quốc gia Thụy Sĩ | 14           | 0            | 0       | 0         | —             | —             | —       | —         | 14        | 0         |
| Zürich              | 2012–13             | Giải bóng đá vô địch quốc gia Thụy Sĩ | 26           | 0            | 1       | 0         | —             | —             | —       | —         | 27        | 0         |
| Zürich              | 2013–14             | Giải bóng đá vô địch quốc gia Thụy Sĩ | 10           | 0            | 2       | 0         | —             | —             | —       | —         | 12        | 0         |
| Zürich              | Tổng cộng           | Tổng cộng                             | 50           | 0            | 3       | 0         | 0             | 0             | 0       | 0         | 53        | 0         |
| Thun                | 2014–15             | Giải bóng đá vô địch quốc gia Thụy Sĩ | 34           | 0            | 2       | 0         | —             | —             | —       | —         | 36        | 0         |
| Thun                | 2015–16             | Giải bóng đá vô địch quốc gia Thụy Sĩ | 11           | 0            | 0       | 0         | —             | —             | 2       | 0         | 13        | 0         |
| Thun                | 2016–17             | Giải bóng đá vô địch quốc gia Thụy Sĩ | 34           | 0            | 0       | 0         | —             | —             | —       | —         | 34        | 0         |
| Thun                | 2017–18             | Giải bóng đá vô địch quốc gia Thụy Sĩ | 18           | 1            | 3       | 0         | —             | —             | —       | —         | 21        | 1         |
| Thun                | Tổng cộng           | Tổng cộng                             | 97           | 1            | 5       | 0         | 0             | 0             | 0       | 0         | 102       | 1         |
| Tổng cộng sự nghiệp | Tổng cộng sự nghiệp | Tổng cộng sự nghiệp                   | 201          | 8            | 11      | 0         | 0             | 0             | 2       | 0         | 214       | 8         |